# José Antonio Aránguiz Mendieta
José Antonio Aránguiz Mendieta (Santiago, 1767 - Hacienda Chacabuco, 1832) fue diputado suplente en el Primer Congreso Nacional, en 1811, representando a Santiago.

## Biografía
Hijo de Francisco Aránguiz Moraga, alcalde de Santiago en 1779, y de María de la Concepción Mendieta Leiva, nació el 14 de junio de 1767. El 28 de mayo de 1811 se verificó en el Cabildo capitalino la elección de diputados por Santiago logrando obtener 298 votos, siendo elegido diputado suplente. Fue hermano del diputado propietario por Huasco don Ignacio José Aránguiz.
Fue dueño de una casa en Santiago, en Huérfanos y Teatinos, de las haciendas Chacabuco y Quilapilún, de fincas y un molino en Curimón. Fue casado con María del Carmen Fontecilla y Rozas, con quien tuvo once hijos.